# Radio Lotte Weimar

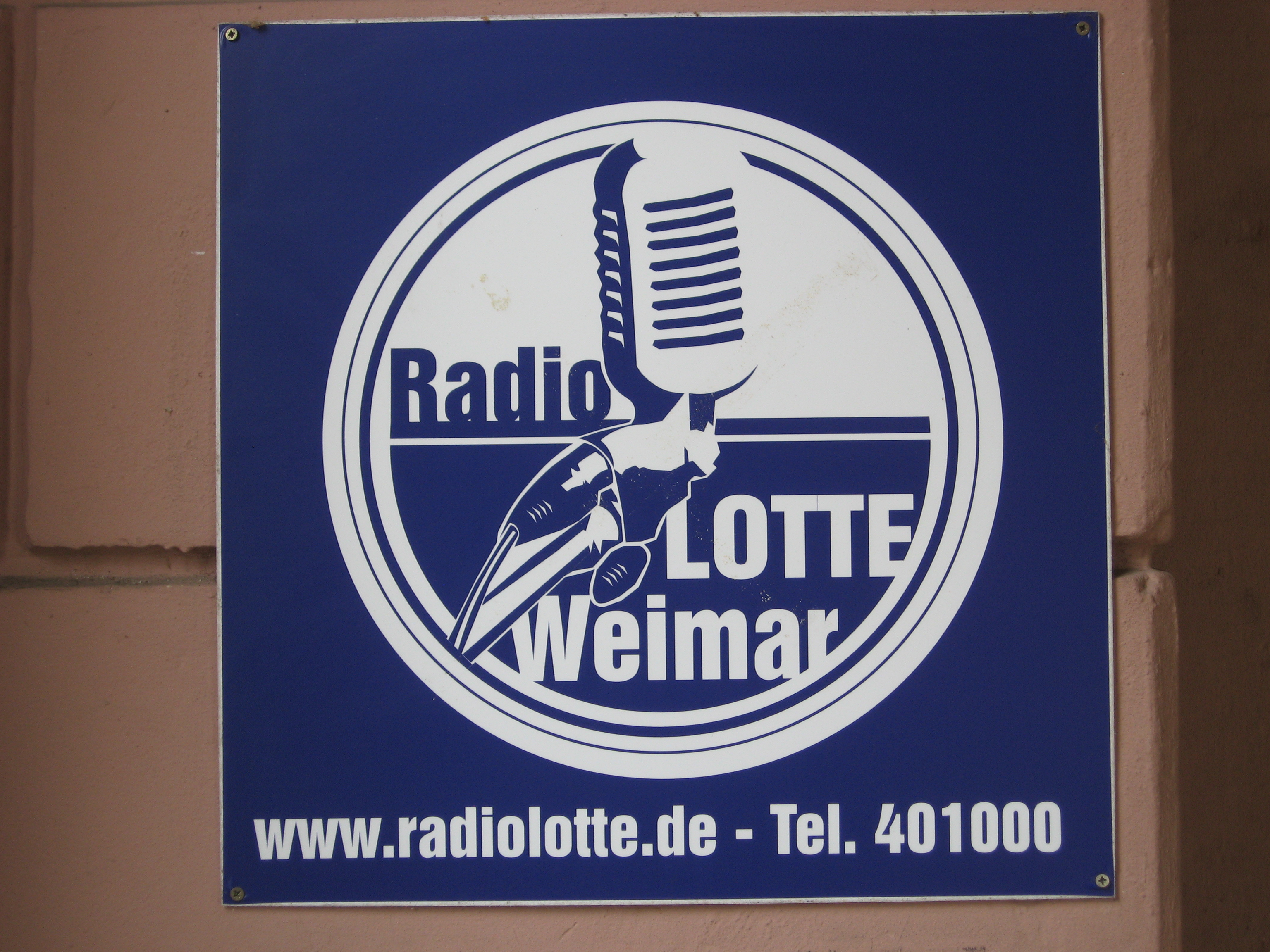
Tafel am Eingang

Radio Lotte Weimar (Eigenschreibweise: Radio LOTTE Weimar) ist das Bürgerradio in Weimar, das seit 1999 sendet und seit 2008 im ehemaligen Lesemuseum residiert.
Der Name der Radiostation ist zugleich Anspielung auf den Roman Lotte in Weimar von Thomas Mann und das Weimarer Flüsschen Lotte, das kanalisiert unter der Altstadt hindurchfließt. Träger und Lizenz-Inhaber ist der Radio Lotte in Weimar e. V.

## Empfangbarkeit
Der Radiosender ist in Weimar und Umgebung terrestrisch auf der Frequenz 106,6 MHz und im Kabel auf 107,9 MHz zu empfangen. Über einen Livestream ist Radio Lotte auch über Internet zu empfangen.

## Finanzierung
Die Thüringer Bürgermediensatzung verpflichtet Radio Lotte werbefrei zu senden. Der Sender finanziert sich mithilfe des so genannten Lotte-Clubs, dem mehr als 500 Mitglieder angehören, sowie aus Fördermitteln der Thüringer Landesmedienanstalt.

## Überregionale Wahrnehmung
Einen gewissen Bekanntheitsgrad außerhalb Weimars erlangte der Sender in Zusammenhang mit der Vergabe der Presseplätze im NSU-Prozess. Den Prozess begleitete Radio Lotte bis zu seinem Ende im Juli 2018.

## Entwicklung
In den ersten zehn Jahren seines Bestehens wurde der Sender fortlaufend von dem Architekten und Künstler Mathias Buß geleitet, der sein Amt als Programmdirektor im August 2009 im Rahmen der Feierlichkeiten zum zehnten Geburtstag des Senders an den Kommunikationsberater Christian Stadali übergab. Stadali leitete den Sender planmäßig nur bis zum Jahreswechsel 2010/11 und wurde dann von der Schauspielerin und Kulturmanagerin Sonja Hartmann abgelöst. Anfang September 2012 gab es schließlich einen weiteren Führungswechsel. Neue Programmdirektorin wurde die Journalistin Grit Hasselmann, die seit der Gründung des Senders bei Radio Lotte Weimar tätig gewesen war. Hasselmann verließ den Sender im Jahr 2017. Nach diversen Umstrukturierungen ist seit März 2018 der Journalist Markus Pettelkau als Programmchef und Geschäftsführer des Senders tätig, als Vereinsvorsitzender fungiert Andreas Menzel.

## Sendeschema
Radio Lotte sendet seit dem 1. Juni 2015 rund um die Uhr. Montags bis freitags gibt es von 6 Uhr bis 12 Uhr die Stadtzeit am Morgen. Das Magazin berichtet nicht nur über lokale Themen, sondern auch über deutschland- und weltweite Ereignisse.
Beginnend mit 7:45 Uhr gibt es stündlich bis 11:45 Uhr die Weimar-Nachrichten zu Weimarer und Thüringer Ereignissen. Von 12 Uhr bis 13 Uhr läuft die Lunch-Time. Entspannte Musik zur Mittagspause. Die Stadtzeit am Abend versorgt die Hörer von 18 Uhr bis 19 Uhr mit den aktuellen Informationen des Tages.
Es gibt zudem über die Woche verteilt verschiedene so genannte Okay-Fenster. Dabei handelt es sich um eine zugangsoffene Sendezeit, in der jeder Radio machen kann. Betreut wird das von einem Medienpädagogen.
Montags von 23 Uhr bis 1 Uhr, dienstags bis freitags von 21 Uhr bis 1 Uhr und am Wochenende werden Spezialformate ausgestrahlt, die sich neben Talk und thematisch orientierten Sendungen mit unterschiedlichen Musikrichtungen beschäftigen.

## Ehrung
- Radio Lotte wurde im Jahr 2003 mit dem Weimar-Preis ausgezeichnet.

## Varia
- Zu besonderen Anlässen sendet Radio Lotte aus einer zum mobilen Studio umgebauten Fahrradrikscha aus dem Stadtgebiet.
- Michael von Hintzenstern ist seit Sendebeginn bei Radio Lotte „Sendungsmacher“ (= Eigenbezeichnung von Radio Lotte) und zuständig für „Neue Töne“.[9]